# Бурильна свічка

Складові частини бурової вежі. № 16 — бурильна свічка

Бурильна свічка (рос. бурильная свеча; англ. drill pipe stand; нім. Gestängezug) — частина бурильної колони, нерознімна при спуско-підіймальних операціях; складається з двох, трьох або чотирьох бурильних труб, згвинчених між собою. Використання бурильної свічки скорочує час на спуско-підіймальні операції і зменшує спрацювання механізмів та інструменту, призначеного для згвинчування і розгвинчування бурильних свічок. Довжина бурильної свічки визначається висотою вежі бурового устаткування. Перед згвинчуванням у колону (чи після розгвинчування) свічки розміщаються на підсвічнику — спеціальному майданчику бурової вежі.